# گروسایبشتادت
گروسایبشتادت (به آلمانی: Großeibstadt) یک شهر در آلمان است که در رن-گرابفلد واقع شده‌است. گروسایبشتادت ۱٬۱۹۰ نفر جمعیت دارد.